# 苫小牧市立中央図書館
苫小牧市立中央図書館（とまこまいしりつちゅうおうとしょかん、英語 : Tomakomai City Library）は、北海道苫小牧市末広町に所在する公立図書館。

## 概要
出光カルチャーパーク内に所在し、苫小牧市サンガーデン（植物園）に併設している。

## 図書コーナー
- 勇払図書コーナー（勇払公民館）
- のぞみ図書コーナー（のぞみコミュニティセンター）
- 住吉図書コーナー（住吉コミュニティセンター）
- 沼ノ端図書コーナー（沼ノ端コミュニティセンター）
- 豊川図書コーナー（豊川コミュニティセンター）
- 植苗図書コーナー（植苗ファミリーセンター）
- 北栄図書コーナー（沼ノ端交流センター）

## 統計
統計は2018年（平成30年）4月から2019年（平成31年）3月のもの。
蔵書数 - 568,528
- 中央図書館 - 199,625
- 移動図書館 - 17,914
- 書庫 - 226,912
- 勇払図書コーナー - 6,731
- のぞみ図書コーナー - 28,817
- 住吉図書コーナー - 22,043
- 沼ノ端図書コーナー - 27,026
- 植苗図書コーナー - 6,943
- 豊川図書コーナー - 26,430
- 北栄図書コーナー - 6,087

貸出数 - 860,783
- 中央図書館 - 437,124
- 移動図書館 - 25,658
- 図書コーナー - 398,001

貸出人数 - 189,183人
- 中央図書館 - 87,777人
- 移動図書館 - 3,926人
- 図書コーナー - 97,480人

来館者数 - 307,800人（中央図書館のみ）

## 開館時間・閉館日

### 開館時間
- 中央図書館 - 午前9時30分から午後8時
- 勇払図書コーナー - 午前8時45分から午後5時15分
- のぞみ図書コーナー - 午前9時から午後5時
- 住吉図書コーナー - 午前9時から午後5時
- 沼ノ端図書コーナー - 午前9時から午後5時
- 豊川図書コーナー - 午前9時から午後5時
- 北栄図書コーナー - 午前9時から午後5時

### 閉館日
年末年始の期間は12月29日から1月3日まで
- 中央図書館 - 月曜日（祝日は除く）、年末年始、毎月最終金曜日
- 勇払図書コーナー - 土曜日、日曜日、祝日、年末年始
- のぞみ図書コーナー - 年末年始
- 住吉図書コーナー - 年末年始
- 沼ノ端図書コーナー - 年末年始
- 豊川図書コーナー - 年末年始
- 北栄図書コーナー - 年末年始

## 沿革
- 1949年（昭和24年）10月 - 苫小牧町公民館図書部が発足する。
- 1951年（昭和26年）4月 - 市立苫小牧図書館が開館する。
- 1988年（昭和63年）11月3日 - 苫小牧市立中央図書館が開館する。